# Атансор
Атансо́р (каз. Атансор) — упразднённое село в Енбекшильдерском районе Акмолинской области Казахстана. Входило в состав Енбекшильдерского сельского округа. Код КАТО — 114537300. 

## География
Село располагалось в центральной части района, на расстоянии примерно 50 километров (по прямой) к востоку от административного центра района — города Степняк, в 6 километрах к югу от административного центра сельского округа — села Енбекшильдерское.
Абсолютная высота — 268 метров над уровнем моря.
Ближайшие населённые пункты: село Енбекшильдерское — на севере.
Добыча железной руды открытым способом — карьер глубиной до 60 м ТОО «Оркен» — дочерняя компания АО «АрселорМиттал Темиртау».

## История
Постановлением акимата Акмолинской области от 13 декабря 2013 года № А-11/556 и решением Акмолинского областного маслихата от 13 декабря 2013 года № 5С-20-10 село Атансор было переведено в категорию иных поселений и включено в состав села Енбекшильдерское.

## Население
В 1989 году население села составляло 220 человек (из них казахи — 71 %).
В 1999 году население села составляло 33 человека (17 мужчин и 16 женщин). По данным переписи 2009 года, в селе проживало 45 человек (32 мужчины и 13 женщин).
| Численность населения | Численность населения | Численность населения |
| 1989                  | 1999                  | 2009                  |
| --------------------- | --------------------- | --------------------- |
| 220                   | ↘33                   | ↗45                   |